# Alissa York
Pour les articles homonymes, voir Alissa (homonymie) et York (homonymie).
Alissa York, née en 1970 à Athabasca en Alberta, est une écrivaine canadienne.

## Biographie
« Née en Alberta de parents australiens, Alissa York manifeste un souffle, une inspiration qui la placent déjà parmi les grands noms de la littérature canadienne actuelle. »    
Alissa York étudie la littérature anglaise à l'Université McGill. Amoureuse des animaux, elle envisage tout d'abord une carrière en zoologie ou en biologie. Toutefois, son affinité avec le monde des arts l'amène à faire carrière en tant qu'écrivaine. Sa passion ne la quitte cependant pas puisque ses ouvrages sont imprégnés du thème des relations entre l'humanité et des autres êtres vivants qui peuplent le monde naturel. À ce propos, Fabienne Couturier écrit : « La métaphore animale n'est peut-être pas un hasard. Dans sa première œuvre Amours défendues (Mercy), comme dans Effigie (Effigy), Alissa York parle beaucoup des animaux — loups, chouettes, corneilles —, souvent prédateurs, mais aussi souvent proies eux-mêmes ». Alissa York explique : « Quand j'étais petite, mon père était très proche de la nature. Il nous emmenait chasser, pêcher, faire du canoë. Il m'est arrivé à plusieurs reprises de trouver des animaux morts, et je crois que cela peut vraiment marquer l'imagination ».
Elle a écrit quatre romans, qui ont tous été traduits par Florence Lévy-Paoloni, et publiés chez les Éditions Joëlle Losfeld, avant d'être réédités au Québec chez Alto.
Elle enseigne maintenant à la School of Continuing Stuides de l'Université de Toronto et, sur une base régulière, au Wired Writing Studio du Centre d'arts de Banff.
Elle dirige, conjointement avec son partenaire Clive Holden, un petit éditeur nommé Cyclops Press et gère des projets multidisciplinaires.
Après avoir vécu partout au Canada, elle réside désormais[Quand ?] à Toronto[réf. nécessaire].

## Œuvres

### Recueil de nouvelles
- Any Given Power, Winnipeg, Arbeiter Ring Publishing, 1999, 200 p.  (ISBN 189403709X)

### Romans
- Mercy, 2003

- traduit en français sous le titre Amours défendues par Florence Lévy-Paoloni, Paris, Éditions Joëlle Losfeld, coll. « Littérature étrangère », 2007, 335 p.  (ISBN 978-2-07-078706-7)
- Effigy, 2007

- traduit en français sous le titre Effigie par Florence Lévy-Paoloni, Paris, Éditions Joëlle Losfeld, coll. « Littérature étrangère », 2008, 413 p.  (ISBN 978-2-07-078757-9),
- Fauna, 2010

- traduit en français sous le titre Fauna par Florence Lévy-Paoloni, Paris, Éditions Joëlle Losfeld, coll. « Littérature étrangère », 2011, 334 p.  (ISBN 978-2-07-078793-7)
- The Naturalist, 2016

- traduit en français sous le titre Le Naturaliste par Florence Lévy-Paoloni, Paris, Éditions Liana Levi, 2016, 315 p.  (ISBN 978-2-86746-835-3)

## Prix et honneurs
- 1999 : Prix Mary Scorer du Manitoba, Any Given Power
- 1999 : Finaliste Prix Gleed Danuta, Any Given Power
- 1999 : Prix Journey, The Back of the Bear's Mouth
- 1999 : Prix Bronwen Wallace RBC pour l'auteur de la relève
- 2007 : Finaliste du Prix Banque Scotia Geller, Effigy
- 2009 : En lice pour l'International IMPAC Dublin Literary Award, Effigy
- 2011 : Finaliste du Toronto Book Award, Fauna
- 2016 : Canadian Author's Association Fiction Award, The Naturalist